# Sunyer (municipi)
Sunyer és un municipi al bell mig de la comarca del Segrià. S'estén a l'esquerre del riu Set, accidentat per alguns turons. El Tossal del Senyor, una de les muntanyes del municipi, mesura 188 metres. La Serra del Benefici arriba als 246,4 metres. A nivell monumental destaquen l'església parroquial de la Nativitat de Maria, d'estil romànic de transició, La porta lateral romànica té capitells bellament decorats amb motius zoomòrfics i vegetals i damunt seu mènsules, també esculpides. També hi ha les restes del castell de Sunyer, on antigament estava bastit el desaparegut castell, s'han recollit restes de ceràmica aràbiga i medieval; i les del santuari de Santa Llúcia, actualment arruïnat; i el Museu de les eines del camp.
Amb 7 edils, l'alcalde, després de les eleccions municipals del 2015, Isaac Beà Pons.

## Geografia
- Llista de topònims de Sunyer (Orografia: muntanyes, serres, collades, indrets..; hidrografia: rius, fonts...; edificis: cases, masies, esglésies, etc).

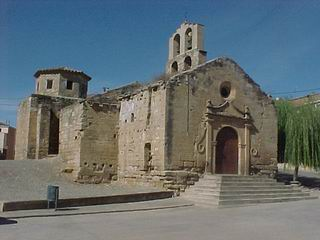
Església de la Nativitat

| 1497 f | 1515 f | 1553 f | 1717 | 1787 | 1857 | 1877 | 1887 | 1900 | 1910 |
| ------ | ------ | ------ | ---- | ---- | ---- | ---- | ---- | ---- | ---- |
| 21     | 28     | 24     | 63   | 284  | 508  | 577  | 479  | 479  | 482  |

| 1920 | 1930 | 1940 | 1950 | 1960 | 1970 | 1981 | 1990 | 1992 | 1994 |
| ---- | ---- | ---- | ---- | ---- | ---- | ---- | ---- | ---- | ---- |
| 483  | 405  | 373  | 358  | 344  | 306  | 320  | 317  | 312  | 312  |

| 1996 | 1998 | 2000 | 2002 | 2004 | 2006 | 2008 | 2010 | 2012 | 2014 |
| ---- | ---- | ---- | ---- | ---- | ---- | ---- | ---- | ---- | ---- |
| 314  | 305  | 300  | 290  | 287  | 283  | 296  | 307  | 297  | 307  |

| 2016 | 2018 | 2020 | 2022 | 2024 | 2026 | 2028 | 2030 | 2032 | 2034 |
| ---- | ---- | ---- | ---- | ---- | ---- | ---- | ---- | ---- | ---- |
| 350  | 355  | 343  | 332  | 313  | -    | -    | -    | -    | -    |